# Coelidiinae
Coelidiinae (лат.) — подсемейство прыгающих насекомых из семейства цикадок (Cicadellidae). Встречаются всесветно, кроме Европы. 126 родов, 1300 видов. Среднего размера тело цилиндрической формы (обычно около 1 см). Дистальный сегмент рострума цилиндрический. Передние крылья обычно без поперечной жилки r-m1. Голени передней пары ног с рядом макрощетинок. Макросетальная формула задних бёдер обычно равна 2+2+1. Яйцеклад тонкий со срединным дорсальным зубцом. Эдеагус обычно линейной формы. Обитают в лесах, чаще на деревьях и кустарниках. Сходны с подсемействами Deltocephalinae и Tartessinae. Длина тела 4,5—13,5 мм. Cretacoelidia viraktamathi из бирманского янтаря является единственной находкой подсемейства в ископаемом состоянии.

## Список родов
Описано более 1300 видов, которые объединяют в несколько триб, в том числе Coelidiini (Пантропика), Gabritini (Неотропика), Hikangiini (Афротропика), Macroceratogoniini, Sandersellini (Неотропика), Teruliini (Неотропика), Thagriini (Ориентальная область), Thanini (Австралия), Tharrini, Tinobregmini (Неотропика), Youngolidiini (Афротропика и Неотропика).
Некоторые роды подсемейства:
- Coelidiini (более 30 родов и около 200 видов)
  - Apophydia — Armaturolidia — Boliviela — Calodia — Calodicia — Carinoscapula — Clypeolidia — Codilia — Coelidia — Collasuyusana — Crassinolanus — Crinolidia — Crinorus — Daridna — Deltolidia — Dialodia — Dicodia — Dicolecia — Evansolidia — Fistulidia — Gicrantus — Godoyana — Gracilidia — Hamolidia — Jassolidia — Jenolidia — Kramerolidia — Lodia — Mahellus — Megalidia — Nedangia — Nudulidia — Olidiana — Omanolidia — Paralidia — Planolidia — Pygmaelidia — Spinolidia — Stylolidia — Taharana — Tinocripus — Triquetolidia — Ventrolidia — †Cretacoelidia и другие (ранее включали Africoelidia, Brasura, Brevolidia, Krosolus, Limentinus, Lupola, Tialidia)
- Gabritini[6]
  - Gabrita
- Hikangiini
- Macroceratogoniini
- Sandersellini[6]
  - Sandersellus
- Teruliini[7][8]
  - Amylidia — Articoelidia — Baluba — Barodecus — Biadorus — Bolidiana — Brevicapitorus — Carinolidia — Cochanga — Conbalia — Corupiana — Crepluvia — Derriblocera — Docalidia — Freytagolidia — Genatra — Harasupia — Hastalidia — Inoclapis — Jalorpa — Jawigia — Jikradia — Kalimorpha — Korsigianus — Kravilidius — Labocurtidia -Laevilidia — Larsenolidia — Licolidia — Licontinia — Marcapatiana — Mexolidia — Neodocalidia — Noritonus — Onblavia — Panolidia — Paracarinolidia — Paraterulia — Peayanus — Perspinolidia — Perulidia — Plapigella — Racinolidia — Sapingia — Scapidonus — Spanigorlus — Sprundigia — Stalolidia — Terulia — Vernobia — Yochlia
- Thagriini
  - Thagria[9]
- Tharrini[10]
  - Tharra
- Tinobregmini
  - Chilelana — Corilidia — Stenolidia — Tantulidia — Tinobregmus
- Youngolidiini
  - Pilosana — Ricana — Youngolidia